# Liste der Auslandsvertretungen Südkoreas

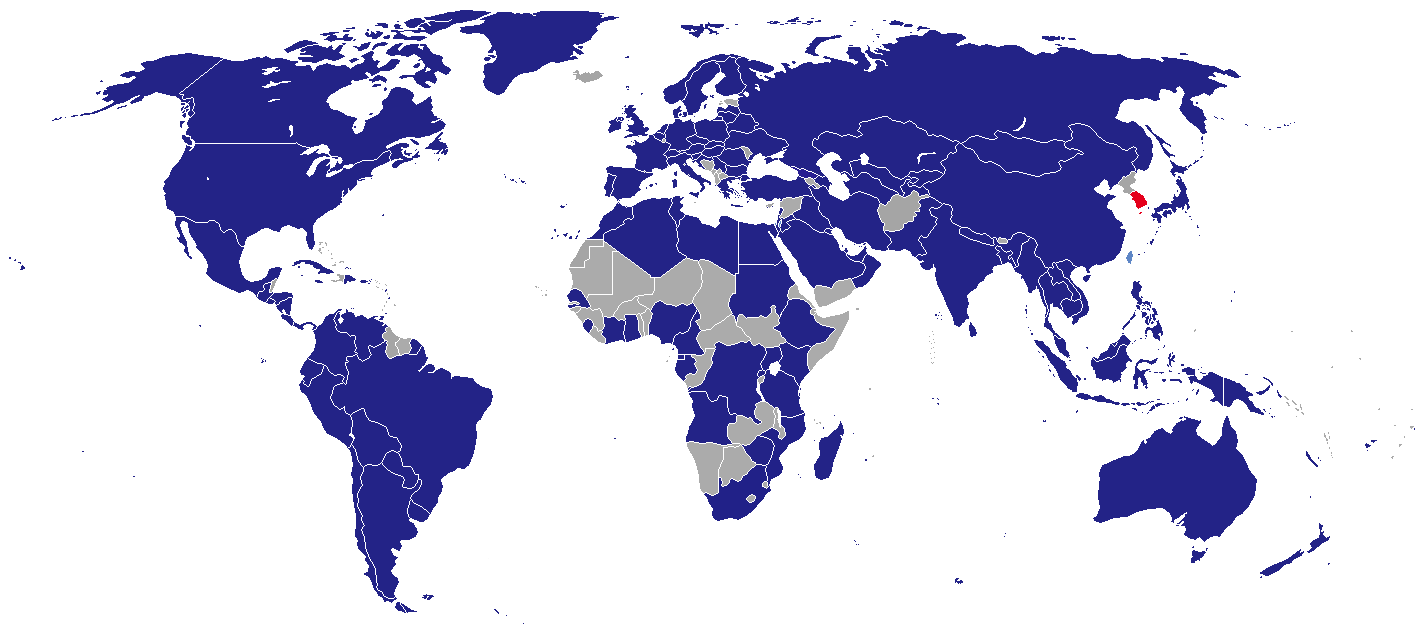
Standorte der diplomatischen Vertretungen Südkoreas

Dies ist eine Liste der diplomatischen und konsularischen Vertretungen Südkoreas.

## Diplomatische und konsularische Vertretungen

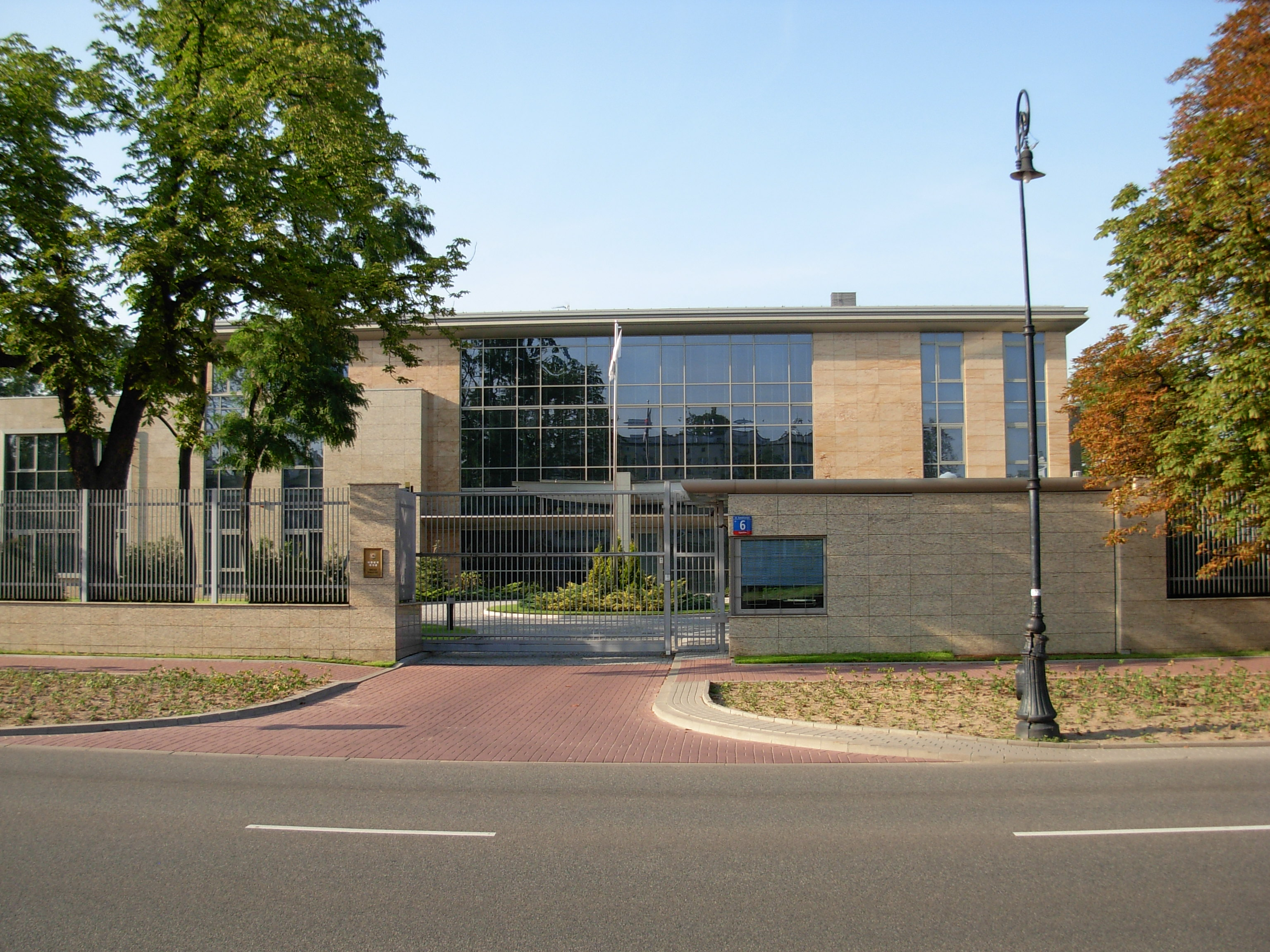
Südkoreanische Botschaft in Warschau

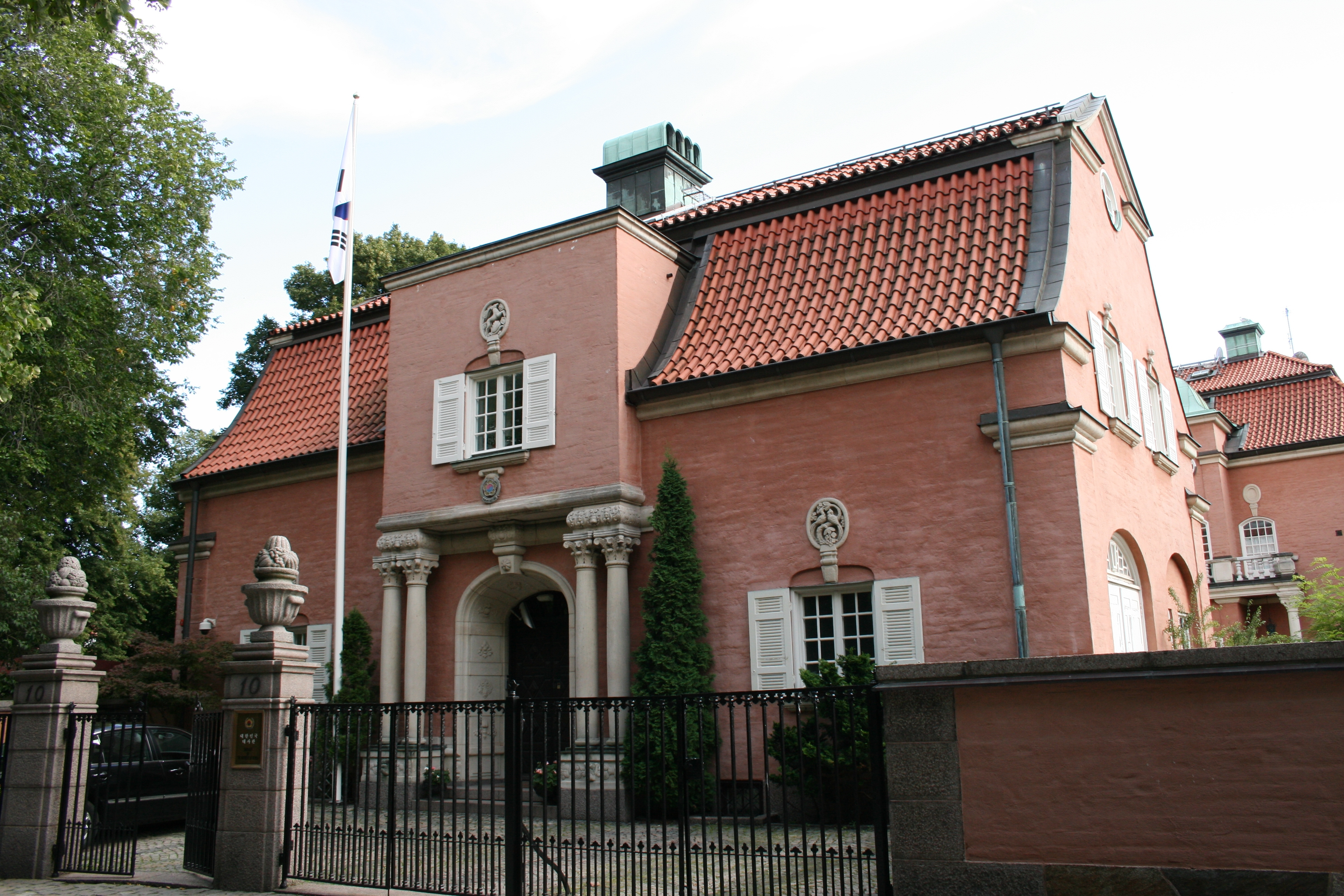
Südkoreanische Botschaft in Stockholm

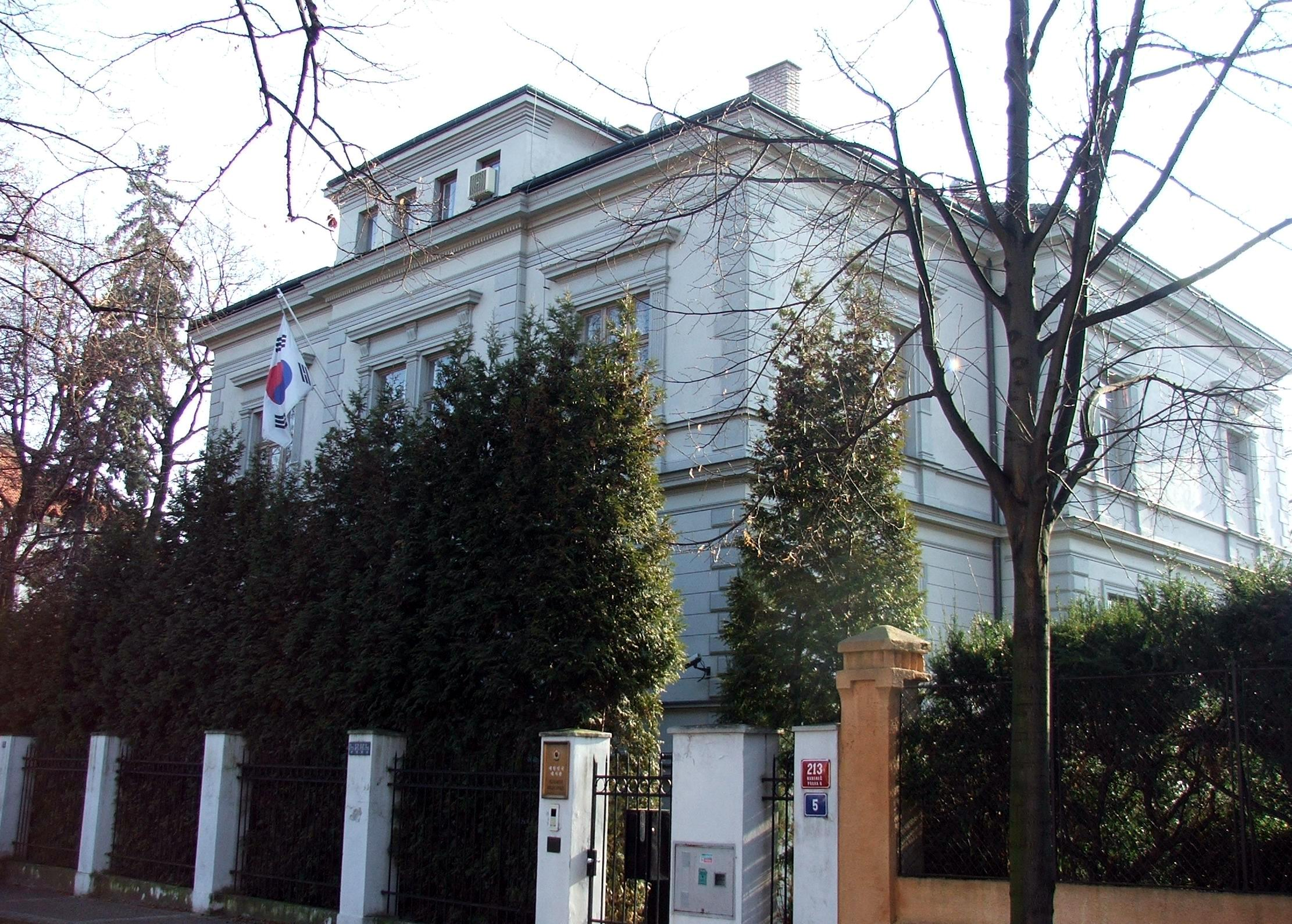
Südkoreanische Botschaft in Prag

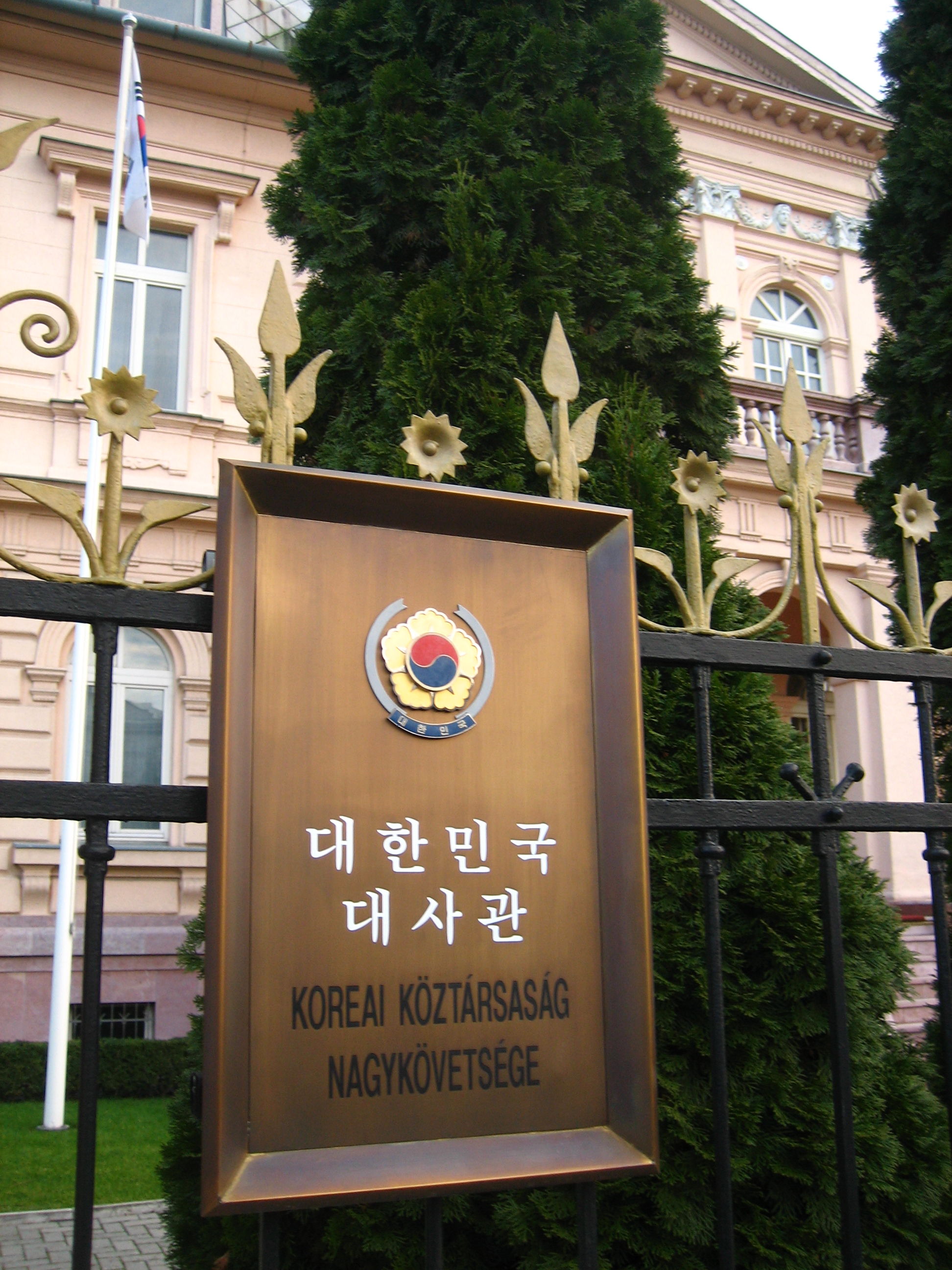
Südkoreanische Botschaft in Budapest

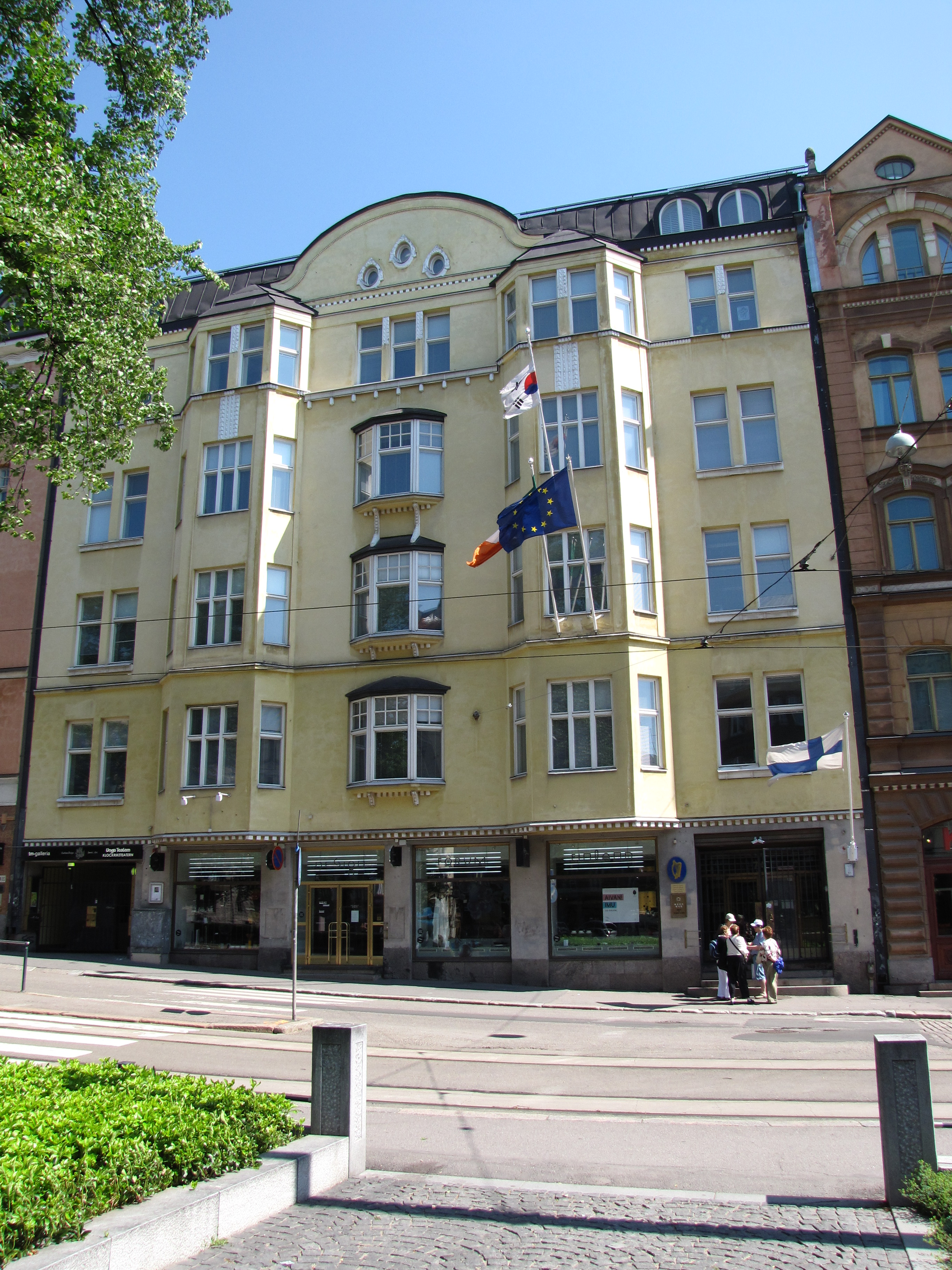
Südkoreanische Botschaft in Helsinki

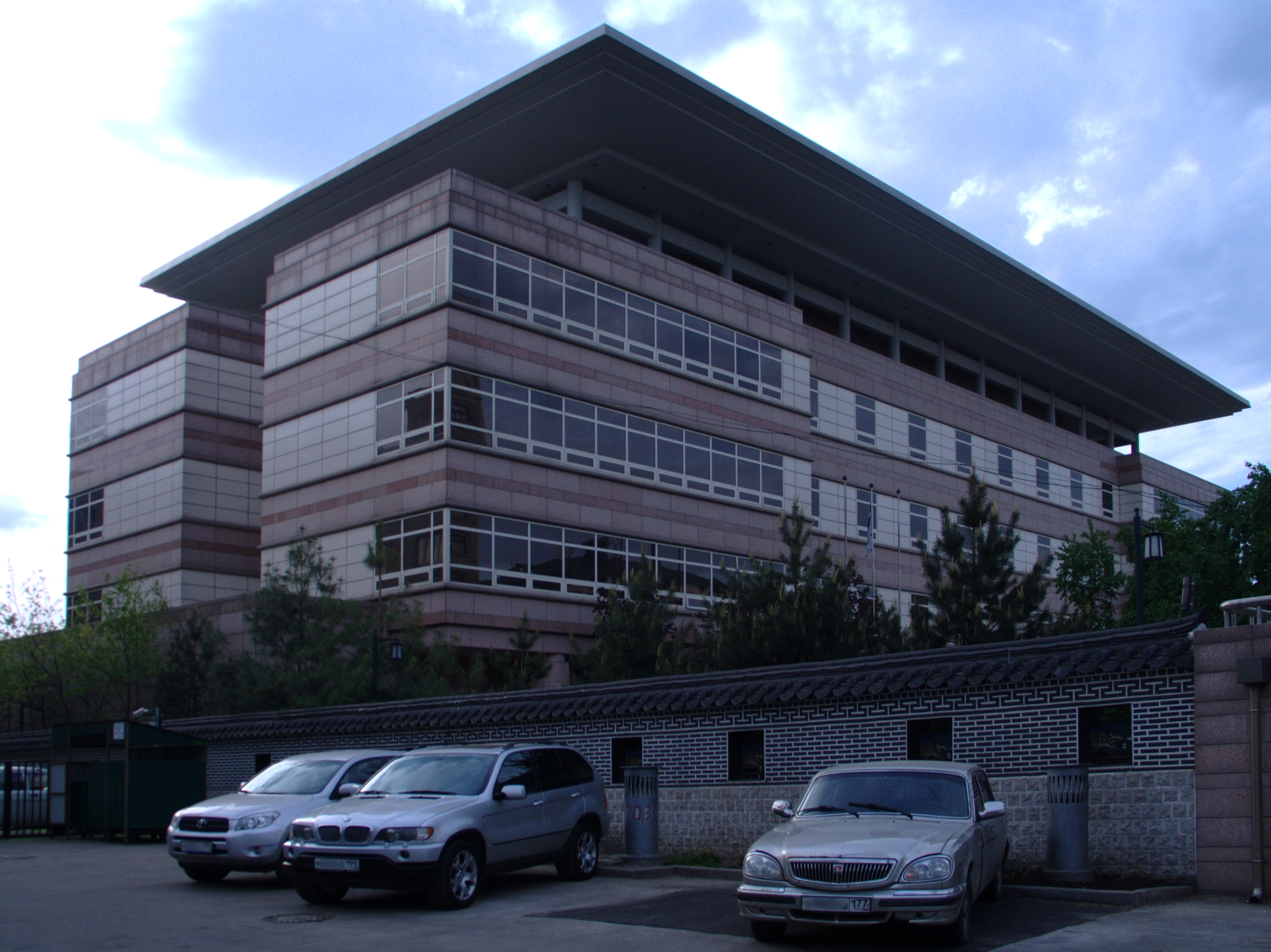
Südkoreanische Botschaft in Moskau

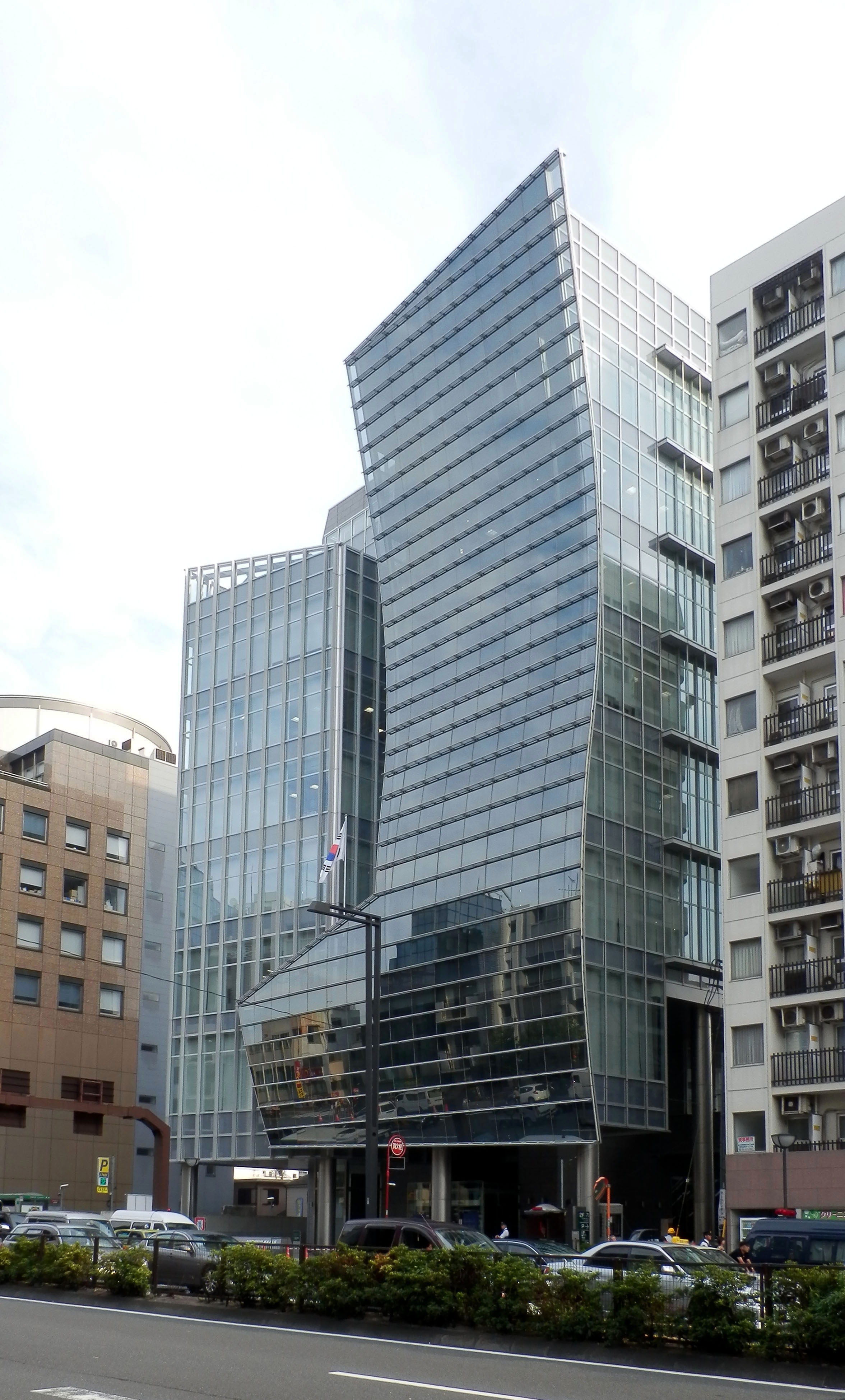
Südkoreanische Botschaft in Tokio

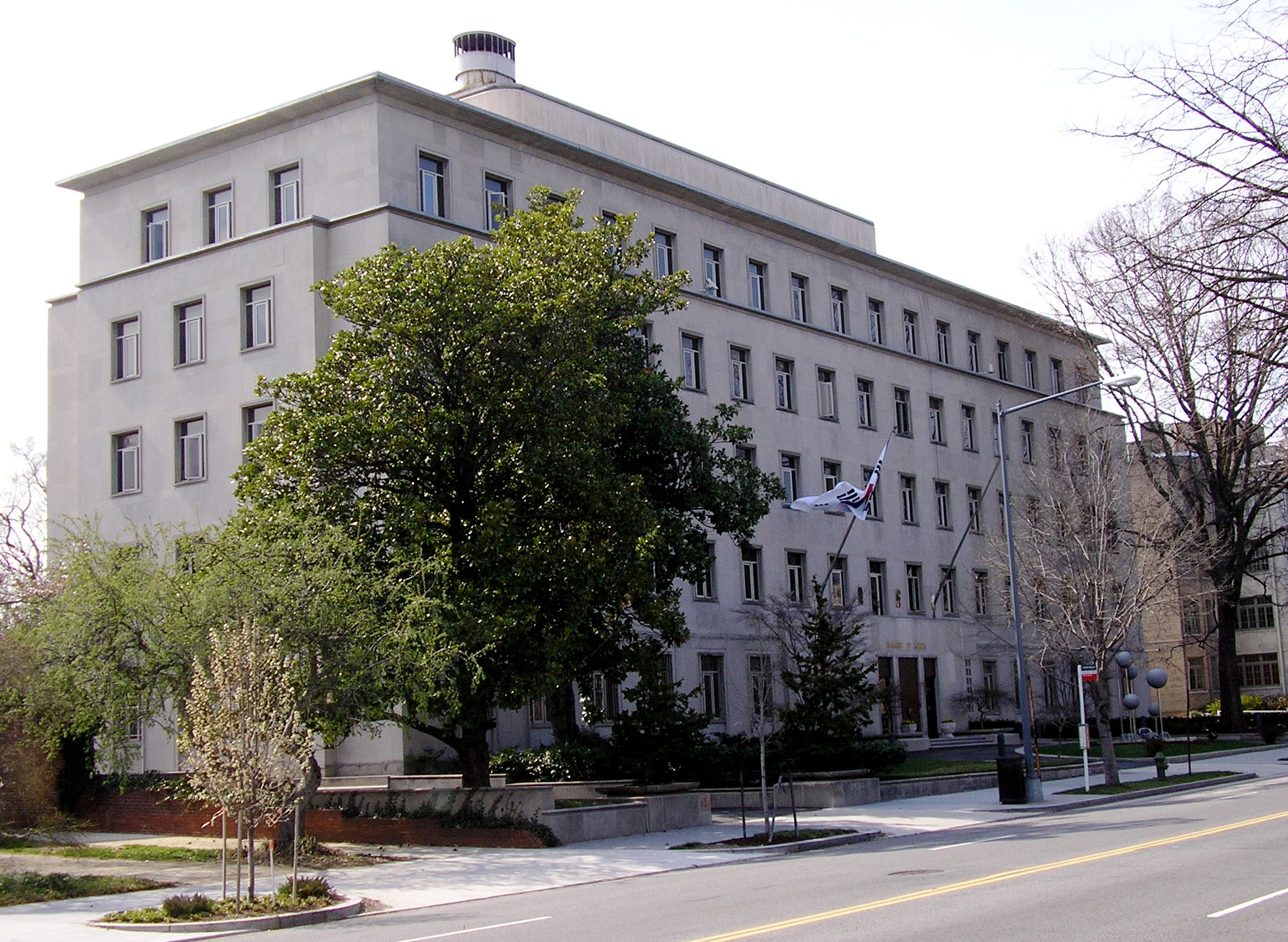
Südkoreanische Botschaft in Washington, D.C.

### Afrika
| - Ägypten: Kairo, Botschaft - Algerien: Algier, Botschaft - Angola: Luanda, Botschaft - Äquatorialguinea, Malabo, Botschaft - Äthiopien: Addis Abeba, Botschaft - Demokratische Republik Kongo: Kinshasa, Botschaft - Elfenbeinküste: Abidjan, Botschaft - Gabun: Libreville, Botschaft - Ghana: Accra, Botschaft - Kamerun: Jaunde, Botschaft - Kenia: Nairobi, Botschaft - Libyen: Tripolis, Botschaft - Marokko: Rabat, Botschaft | - Madagaskar: Antananarivo, Botschaft - Mosambik: Maputo, Botschaft - Nigeria: Abuja, Botschaft - Nigeria: Lagos, Konsulat - Ruanda: Kigali, Botschaft - Senegal: Dakar, Botschaft - Simbabwe: Harare, Botschaft - Südafrika: Pretoria, Botschaft - Sudan: Khartum, Botschaft - Tansania: Daressalam, Botschaft - Tunesien: Tunis, Botschaft - Uganda: Kampala, Botschaft |

### Asien
| - Aserbaidschan: Baku, Botschaft - Bahrain: Manama, Botschaft - Bangladesch: Dhaka, Botschaft - Brunei: Bandar Seri Begawan, Botschaft - Volksrepublik China: Peking, Botschaft - Volksrepublik China: Chengdu, Generalkonsulat - Volksrepublik China: Dalian, Generalkonsulat - Volksrepublik China: Guangzhou, Generalkonsulat - Volksrepublik China: Hongkong, Generalkonsulat - Volksrepublik China: Shanghai, Generalkonsulat - Volksrepublik China: Shenyang, Generalkonsulat - Volksrepublik China: Qingdao, Generalkonsulat - Volksrepublik China: Wuhan, Generalkonsulat - Volksrepublik China: Xi’an, Generalkonsulat - Georgien: Tiflis, Botschaft - Indien: Neu-Delhi, Botschaft - Indien: Chennai, Generalkonsulat - Indien: Mumbai, Generalkonsulat - Indonesien: Jakarta, Botschaft - Indonesien: Denpasar, Konsulat - Irak: Bagdad, Botschaft - Irak: Erbil, Generalkonsulat - Iran: Teheran, Botschaft - Israel: Tel Aviv, Botschaft - Japan: Tokio, Botschaft - Japan: Fukuoka, Generalkonsulat - Japan: Hiroshima, Generalkonsulat - Japan: Kōbe, Generalkonsulat - Japan: Nagoya, Generalkonsulat - Japan: Niigata, Generalkonsulat - Japan: Osaka, Generalkonsulat - Japan: Sapporo, Generalkonsulat - Japan: Sendai, Generalkonsulat - Japan: Yokohama, Generalkonsulat - Jemen: Sanaa, Botschaft - Jordanien: Amman, Botschaft | - Kasachstan: Astana, Botschaft - Kasachstan: Almaty, Konsulat - Katar: Doha, Botschaft - Kambodscha: Phnom Penh, Botschaft - Kambodscha: Siem Reap, Konsulat - Kirgisistan: Bischkek, Botschaft - Kuwait: Kuwait, Botschaft - Laos: Vientiane, Botschaft - Libanon: Beirut, Botschaft - Malaysia: Kuala Lumpur, Botschaft - Malaysia: Kota Kinabalu, Konsulat - Mongolei: Ulaanbaatar, Botschaft - Myanmar: Rangun, Botschaft - Nepal: Kathmandu, Botschaft - Oman: Maskat, Botschaft - Osttimor: Dili, Botschaft - Pakistan: Islamabad, Botschaft - Pakistan: Karatschi, Konsulat - Palestina: Ramallah, Vertretung - Philippinen: Manila, Botschaft - Philippinen: Cebu City, Konsulat - Saudi-Arabien: Riad, Botschaft - Saudi-Arabien: Dschidda, Generalkonsulat - Singapur: Singapur, Botschaft - Sri Lanka: Colombo, Botschaft - Tadschikistan: Duschanbe, Botschaft - Taiwan: Taipei, Mission - Thailand: Bangkok, Botschaft - Turkmenistan: Aşgabat, Botschaft - Usbekistan: Taschkent, Botschaft - Vereinigte Arabische Emirate: Abu Dhabi, Botschaft - Vereinigte Arabische Emirate: Dubai, Generalkonsulat - Vietnam: Hanoi, Botschaft - Vietnam: Da Nang, Generalkonsulat - Vietnam: Ho-Chi-Minh-Stadt, Generalkonsulat |

### Australien und Ozeanien
| - Australien: Canberra, Botschaft - Australien: Brisbane, Konsularbüro - Australien: Melbourne, Generalkonsulat - Australien: Sydney, Generalkonsulat | - Fidschi: Suva, Botschaft - Neuseeland: Wellington, Botschaft - Neuseeland: Auckland, Generalkonsulat - Papua-Neuguinea: Port Moresby, Botschaft |

### Europa
| - Belarus: Minsk, Botschaft - Belgien: Brüssel, Botschaft - Bulgarien: Sofia, Botschaft - Dänemark: Kopenhagen, Botschaft - Deutschland: Berlin, Botschaft - Deutschland: Bonn, Außenstelle der Botschaft - Deutschland: Frankfurt, Generalkonsulat - Deutschland: Hamburg, Generalkonsulat - Finnland: Helsinki, Botschaft - Frankreich: Paris, Botschaft - Griechenland: Athen, Botschaft - Irland: Dublin, Botschaft - Italien: Rom, Botschaft - Italien: Mailand, Generalkonsulat - Kroatien: Zagreb, Botschaft - Lettland: Riga, Botschaft - Niederlande: Den Haag, Botschaft - Norwegen: Oslo, Botschaft - Österreich: Wien, Botschaft - Polen: Warschau, Botschaft - Portugal: Lissabon, Botschaft | - Rumänien: Bukarest, Botschaft - Russland: Moskau, Botschaft - Russland: Irkutsk, Generalkonsulat - Russland: St. Petersburg, Generalkonsulat - Russland: Wladiwostok, Generalkonsulat - Russland: Juschno-Sachalinsk, Konsulat - Schweden: Stockholm, Botschaft - Schweiz: Bern, Botschaft - Schweiz: Genf, Konsulat - Serbien: Belgrad, Botschaft - Slowakei: Bratislava, Botschaft - Spanien: Madrid, Botschaft - Spanien: Barcelona, Generalkonsulat - Spanien: Las Palmas de Gran Canaria, Konsulat - Tschechien: Prag, Botschaft - Türkei: Ankara, Botschaft - Türkei: Istanbul, Generalkonsulat - Ukraine: Kiew, Botschaft - Ungarn: Budapest, Botschaft - Vereinigtes Königreich: London, Botschaft - Vatikanstadt: Rom, Botschaft |

### Nordamerika
| - Costa Rica: San José, Botschaft - Dominikanische Republik: Santo Domingo, Botschaft - El Salvador: San Salvador, Botschaft - Guatemala: Guatemala-Stadt, Botschaft - Honduras: Tegucigalpa, Botschaft - Jamaika: Kingston, Botschaft - Kanada: Ottawa, Botschaft - Kanada: Montreal, Generalkonsulat - Kanada: Toronto, Generalkonsulat - Kanada: Vancouver, Generalkonsulat - Mexiko: Mexiko-Stadt, Botschaft - Nicaragua: Managua, Botschaft - Panama: Panama-Stadt, Botschaft - Trinidad und Tobago: Port of Spain, Botschaft | - Vereinigte Staaten: Washington, D.C., Botschaft - Vereinigte Staaten: Atlanta, Generalkonsulat - Vereinigte Staaten: Boston, Generalkonsulat - Vereinigte Staaten: Chicago, Generalkonsulat - Vereinigte Staaten: Honolulu, Generalkonsulat - Vereinigte Staaten: Houston, Generalkonsulat - Vereinigte Staaten: Los Angeles, Generalkonsulat - Vereinigte Staaten: New York, Generalkonsulat - Vereinigte Staaten: San Francisco, Generalkonsulat - Vereinigte Staaten: Seattle, Generalkonsulat - Vereinigte Staaten: Anchorage, Konsulat - Vereinigte Staaten: Dallas, Konsulat - Vereinigte Staaten: Hagåtña, Guam, Konsulat - Vereinigte Staaten: Philadelphia, Konsularbüro |

### Südamerika
| - Argentinien: Buenos Aires, Botschaft - Bolivien: La Paz, Botschaft - Brasilien: Brasília, Botschaft - Brasilien: São Paulo, Generalkonsulat - Chile: Santiago de Chile, Botschaft - Ecuador: Quito, Botschaft | - Kolumbien: Bogotá, Botschaft - Paraguay: Asunción, Botschaft - Peru: Lima, Botschaft - Uruguay: Montevideo, Botschaft - Venezuela: Caracas, Botschaft |

## Vertretungen bei internationalen Organisationen
- Europäische Union: Brüssel, Delegation
- ASEAN: Jakarta, Ständige Vertretung
- Vereinte Nationen: New York, Ständige Vertretung
- Vereinte Nationen: Genf, Ständige Vertretung
- Vereinte Nationen: Wien, Ständige Vertretung
- UNESCO: Paris, Delegation
- OECD: Paris, Delegation
- Heiliger Stuhl: Vatikanstadt, Botschaft